# Hemiechinus
 Hemiechinus es un  género de erizos que contiene dos especies: 
- Erizo orejudo (Hemiechinus auritus)
- Erizo orejudo de la India (Hemiechinus collaris).

Las dos especies son originarias del continente asiático.